# John Milledge

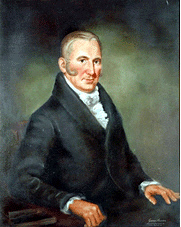
John Milledge

John Milledge (* 1757 in Savannah, Province of Georgia; † 9. Februar 1818 bei Augusta, Georgia) war ein US-amerikanischer Politiker. Er amtierte als Gouverneur von Georgia und war Abgeordneter in beiden Kammern des Kongresses der Vereinigten Staaten.

## Frühe Jahre
John Milledge war Enkel eines der ersten Siedler in der britischen Kolonie Georgia. Er genoss für die damalige Zeit eine erstklassige Ausbildung im kolonialen Georgia. Milledge studierte Jura und ließ sich in Savannah als Anwalt nieder. 1775 schloss er sich der amerikanischen Unabhängigkeitsbewegung an. Er gehörte jener Gruppe an, die James Wright, den britischen Gouverneur von Georgia, gefangen nahm. Außerdem war er an einem Überfall auf ein britisches Munitionslager beteiligt. Die Briten setzten sogar eine Belohnung auf seine Verhaftung aus, wurden seiner aber nicht habhaft.

## Politische Karriere
1780 wurde er Justizminister (Attorney General) von Georgia. Von 1789 bis 1790 war er Abgeordneter im Repräsentantenhaus von Georgia; von 1792 bis 1802 gehörte er dem US-Repräsentantenhaus an. Im Jahr 1801 kaufte er Land am Oconee River, auf dem er dann die Stadt Athens und die University of Georgia gründete.
Im November 1802 wurde Milledge zum Gouverneur von Georgia gewählt. Er legte großen Wert auf die Sicherung der Westgrenze und reorganisierte die Miliz, um sie effektiver zu machen. Außerdem ließ er eine Straße durch das Indianergebiet nach Tennessee bauen, um Handel und Transport mit dem Westen zu erleichtern. Zum Abbau der Staatsverschuldung verkaufte er Land aus dem Besitz der Regierung vor allem im Westen des Staates an Siedler. Um der Korruption Einhalt zu gebieten, wurden die Parzellen verlost. 1804 genehmigte das Parlament die Gelder zum Bau einer neuen Hauptstadt, die zu Ehren des Gouverneurs den Namen Milledgeville erhielt. Der Umzug von Louisville in die neue Hauptstadt erfolgte dann aber erst unter seinem Amtsnachfolger Jared Irwin. Milledgeville blieb bis 1868 Hauptstadt von Georgia, ehe sie dann in dieser Funktion von dem aufstrebenden Atlanta abgelöst wurde. 1806 trat Milledge als Gouverneur zurück, um US-Senator zu werden.

## Lebensabend und Tod
Aufgrund einer Krankheit seiner Frau trat er 1809 von seinem Amt als Senator zurück und kehrte nach Georgia zurück. Er verbrachte die letzten Jahre seines Lebens auf seiner Plantage Sand Hills bei Augusta. Dort starb er im Jahr 1818. Milledge war mit Martha Galphin Milledge verheiratet, deren tödliche Erkrankung der Anlass für seine Rückkehr nach Georgia war.